# Ness Zionastadion
Het Ness Zionastadion (Hebreeuws: אצטדיון נס ציונה) is een multifunctioneel stadion in Ness Ziona, een stad in Israël. 
In het stadion is plaats voor 6.000 toeschouwers. Het stadion werd geopend in 2001.
Het stadion wordt vooral gebruikt voor voetbalwedstrijden, de voetbalclub Sektzia Nes Ziona maakt gebruik van dit stadion. Er staan ook wedstrijden gepland op het Europees kampioenschap voetbal mannen onder 17 van 2022.